# Optokoppler
Ein Optokoppler ist ein Bauelement der Optoelektronik und dient zur Übertragung eines Signals zwischen zwei galvanisch getrennten Stromkreisen. Er besteht üblicherweise aus einer Leuchtdiode (LED) oder Laserdiode (LD) als optischem Sender und einer Photodiode oder einem Fototransistor als optischem Empfänger. Die Sende- und Empfängerbauelemente sind untereinander optisch gekoppelt in einem von außen lichtundurchlässigen Gehäuse untergebracht.
Mit Optokopplern können sowohl digitale als auch analoge Signale übertragen werden. Von Optokopplern zu unterscheiden sind Halbleiterrelais, welche als Bauteil zur galvanischen Trennung einen Optokoppler enthalten können und primär in der elektrischen Energietechnik eingesetzt werden. Optokoppler unterscheiden sich von Gabelkopplern und Lichtschranken, da sie über ein von außen lichtundurchlässiges Gehäuse verfügen und nicht für optisch abtastende Anwendungen gebaut wurden. Ebenso haben Reflexkoppler und Reflextaster einen nach außen gerichtete Sender und Empfänger und dienen zum Erkennen nahegelegener reflektierender Flächen.

## Geschichte

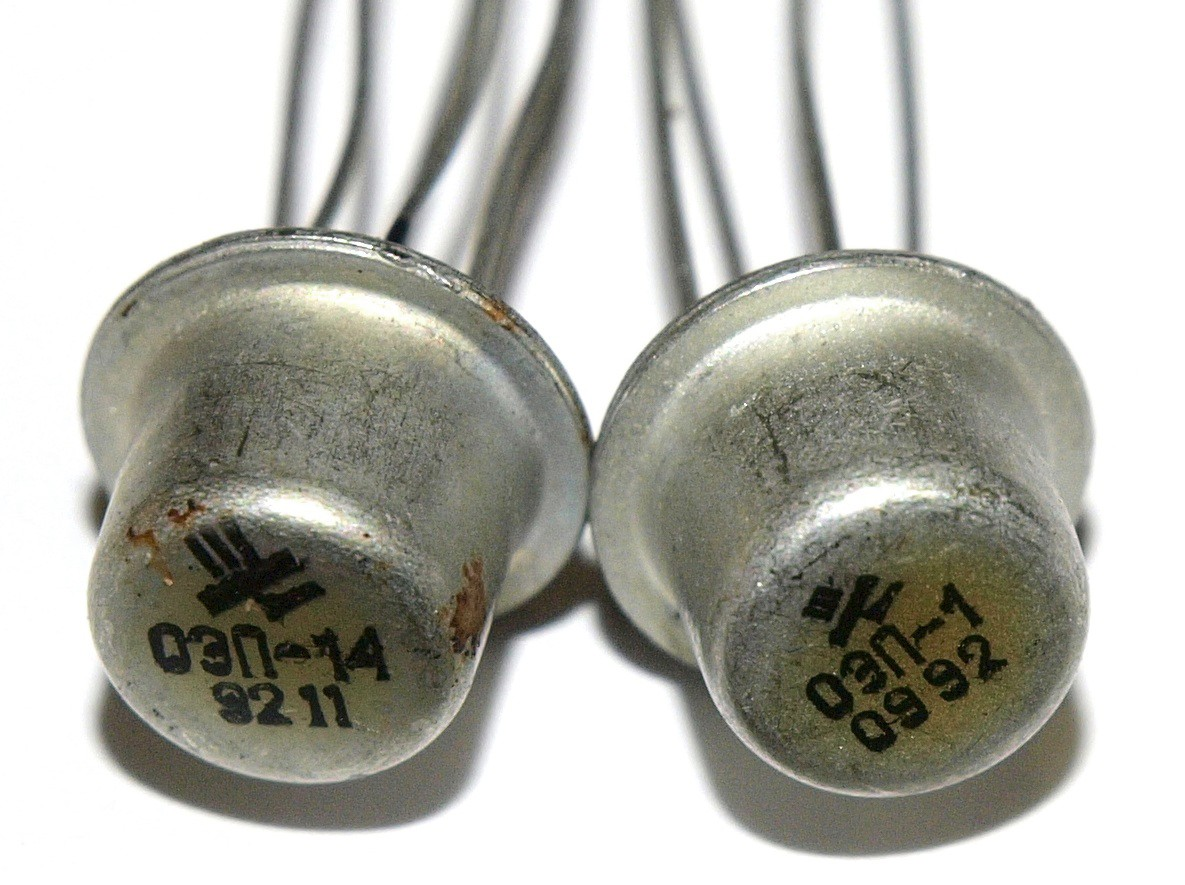
Zwei Vactrol in historischer Bauform mit Glühlampe und CdS-Fotowiderstand

Die ersten Optokoppler wurden 1963 von Ivars G. Akmenkalns et al. bei der Firma IBM entwickelt und waren resistive Optokoppler, auch als Vactrol bezeichnet, die in den ersten Versionen kleinere Glühlampen oder Glimmlampen als Sendeelement und einen Fotowiderstand als Empfängerelement in einem lichtundurchlässigen Metallgehäuse verwendet haben. Vactrol wurden unter in analogen Schaltungen wie Analogfilter oder in Verstärkerschaltungen wie Gitarrenverstärker zur Steuerung der Kennlinie eingesetzt. Vactrol weisen eine geringe Grenzfrequenz von 1…200 Hz auf.
Seit Mitte der 1970er Jahre werden Optokoppler als elektronisches Bauelement in Gehäusen angeboten, die denen von Chipgehäusen gleichen, wie beispielsweise das Dual in-line package (DIP). Für hohe Isolationsspannungen ab etwa 4 kV werden auch langgestreckte Gehäusebauformen gefertigt. Zur sicheren Netztrennung werden Optokoppler teils mit vergrößertem Abstand der Anschlüsse gefertigt, um auf Leiterplatten eine Kriechstrecke von 8 mm zwischen den Anschlüssen von Sender und Empfänger einhalten zu können. Die Kriechstrecke unter dem Optokoppler kann auch mit einem Schlitz verlängert werden, wenn die Abstände der Lotpads nicht ausreichen.

## Aufbau

Schnittdarstellung von Optokopplern
oben: Face to face, unten: coplanar mit galvanischer Isolierung

Entweder stehen sich Sender und Empfänger direkt gegenüber (englisch Face-to-face design) oder befinden sich in einer Ebene (englisch Coplanar design). Besonders im letzteren Fall wird der Lichtstrahl ähnlich wie beim Lichtwellenleiter durch Reflexion übertragen.
Als Sender werden Leuchtdioden oder Laserdioden verwendet, die im optimalen Empfangsbereich von Silicium-basierten Empfängern arbeiten (um 850 nm Wellenlänge). Als Empfänger werden Phototransistoren oder Photodioden eingesetzt.
So genannte PhotoMOS-Relais verwenden eine Serienschaltung von Photodioden die im photovoltaischen Betrieb wie eine Solarzelle betrieben werden, um mit der Spannung MOSFET zu schalten; Damit können kleine und große Gleich- und Wechselströme geschaltet werden.
Optokoppler können als Triacs ausgeführt sein und als Optotriac oder Phototriac funktionieren oder mit Triacs und Photothyristoren zusammen geschaltet werden. Damit erhält man ein Halbleiterrelais (englisch Solid State Relais) zum Schalten von Netzwechselspannung.

## Kennwerte

Schaltsymbol, mit Fototransistor als Ausgang

Funktionsprinzip

Bei analogen Optokopplern gibt das Gleichstrom-Übertragungsverhältnis (englisch current transfer ratio, CTR) das Verhältnis zwischen Ein- und Ausgangsstrom bei Gleichstromsignalen oder niedrigen Signalfrequenzen an. Die Werte liegen je nach Empfänger zwischen 0,1…0,5 % (Photodiode), 2…120 % (Phototransistor) und 1.000…15.000 % (mit Darlington-Transistor). Dieser Wert ist insbesondere bei Einsatz von Phototransistoren erheblich stromabhängig. Weiterhin ist er temperaturabhängig und verringert sich mit der Alterung des Bauelements. Eine Reduktion der Helligkeit um mehr als 50 % bei der Leuchtdiode infolge Alterung gilt als Fehler. Bei digitalen Optokopplern wird kein CTR angegeben, sondern ein LED-Mindeststrom, der zum Pegelwechsel am Ausgang erforderlich ist.
Die Isolationsspannung ist abhängig von Abstand und Anordnung von Sender und Empfänger, dem Isolationswerkstoff und dem Abstand der Anschlüsse. Übliche Isolationsspannungen sind 200 V, 500 V, 1,5 kV, 2,5 kV, 4 kV oder 5 kV, in Sonderfällen bis zu 25 kV.
Der Isolationswiderstand zwischen dem Eingang und dem Ausgang ist sehr hoch und beträgt bis zu 1013 Ω.
Der Strom gängiger Optokoppler beträgt 50 mA durch die Infrarot-LED, um den Fototransistor voll auszusteuern. Seltener verbaute Optokoppler für einen Ansteuerungsstrom bis 10 mA benutzen dafür einen integrierten Darlingtontransistor.
Die Grenzfrequenz ist die höchste Arbeitsfrequenz, bei der ein Optokoppler noch arbeiten kann. Je nach Typ liegt dieser Kennwert zwischen einigen kHz und einigen GHz. Optokoppler mit Fototransistoren haben eine Grenzfrequenz im unteren Bereich, im Wesentlichen durch die langsamen Fototransistoren begrenzt (Beispiel: FOD852 von Fairchild Semiconductor: 7 kHz). Optokoppler mit LEDs und Photodioden haben eine Grenzfrequenz von 10 MHz und darüber, im Wesentlichen durch die Ansteuerung und die Leuchtdiode begrenzt. Optokoppler mit Laserdioden, meist VCSEL, und Photodioden haben eine Grenzfrequenz von einigen GHz, im Wesentlichen durch die Laserdioden-Treiber und die Eingangsstufe der Photodioden begrenzt.
Leuchtdioden vertragen nur Sperrspannungen von ca. 5 V, bei Fototransistoren liegt die zulässige Sperrspannung bei 30 V bis 50 V. Digitale Optokoppler arbeiten empfängerseitig meist an einer Spannung von 5 V.
CMTI (Common mode transient Immunity) ist die Impulsfestigkeit des Optokopplers und wird in kV/µs angegeben. Sie wird durch die Kapazität zwischen Sender und Empfänger und durch eine ggf. vorhandene Abschirmung bestimmt.

## Einsatzgebiete

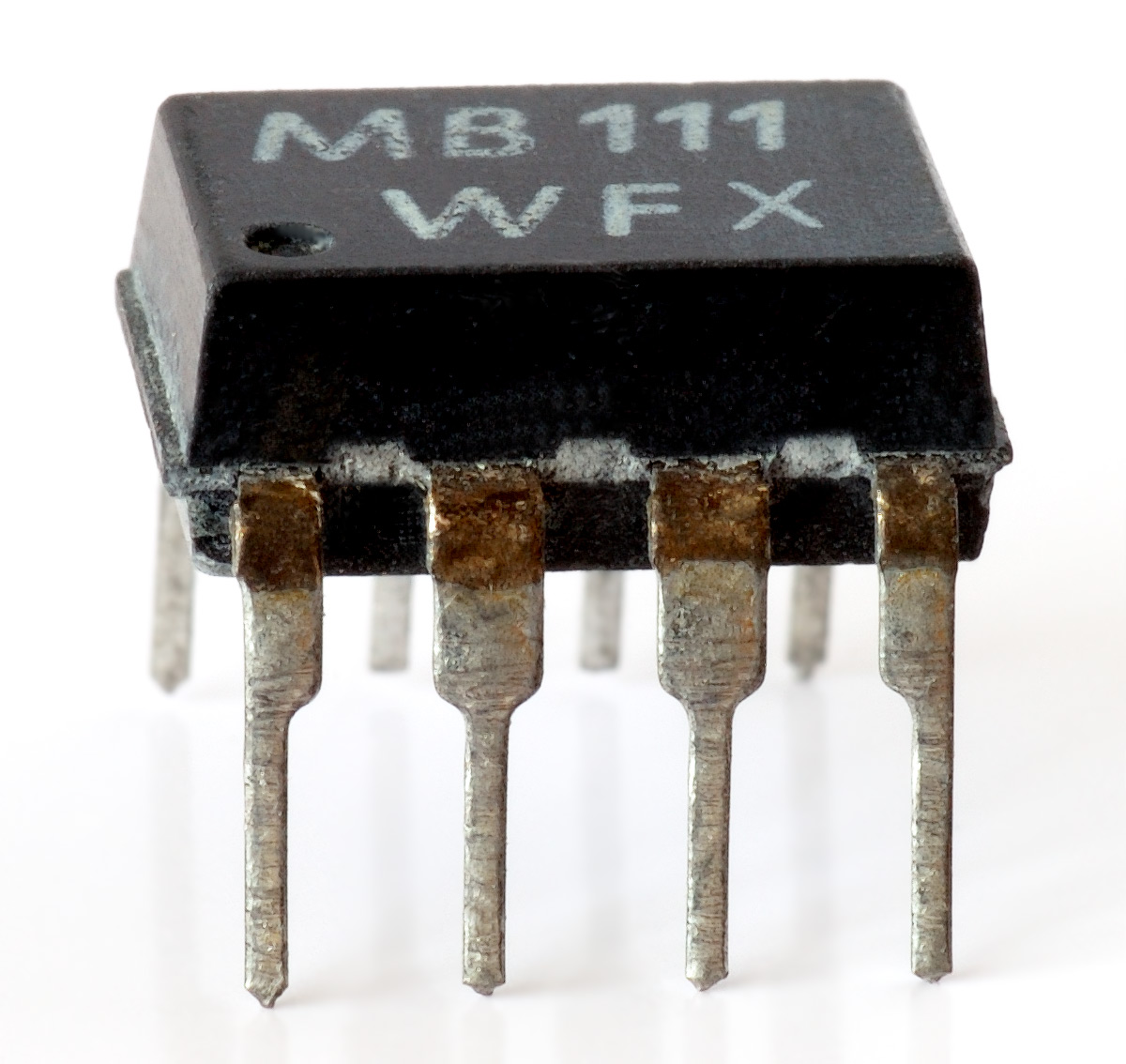
Digitaler Optokoppler im DIL-8-Gehäuse

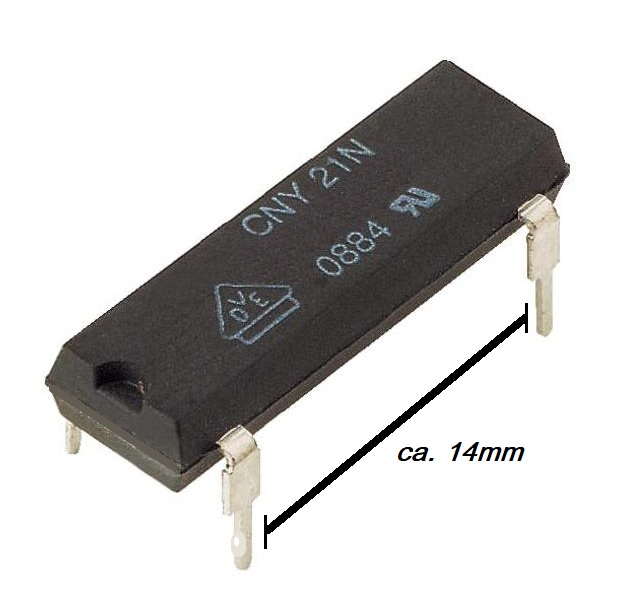
Optokoppler mit 8 kV Stoßspannungsfestigkeit

Optokoppler werden unter anderem dort eingesetzt, wo Stromkreise galvanisch voneinander getrennt werden und eine Information, wie ein Steuersignal, über die elektrisch isolierende Trennstrecke übertragen werden muss. Einsatzbeispiele sind:
Analoge Signalübertragung:
- Galvanisch vom Stromnetz getrennte Stromversorgungen, wie Schaltnetzteile zur Regelung der Ausgangsspannung. Dabei wird die sekundärseitige Ausgangsspannung gemessen, die Abweichung der Ausgangsspannung zum Sollwert, beispielsweise als Folge von Laständerungen, wird über einen Optokoppler auf die Primärseite übertragen, wo das Tastverhältnis oder die Steuerfrequenz so verändert wird, dass die Ausgangsspannung am Sollwert gehalten werden kann. Keine Anforderung an die Linearität.
- bei hohen Linearitätsanforderungen werden Optokoppler mit einer zweiten, möglichst gleichen Fotodiode verwendet, die im Rückführkreis des LED-Treiberverstärkers liegt; siehe Trennverstärker.

Digitale Signalübertragung:
- Bei Schnittstellenkarten von Computern müssen die Stromkreise elektrisch voneinander getrennt werden, da die miteinander verbundenen Geräte unterschiedliche Massepotenziale haben können.
- Baugruppen, die vor transienten Überspannungen und Gleichtakt-Störimpulsen geschützt werden müssen, haben oft Optokopplung ihrer Ein- und Ausgänge. Beispiele sind Speicherprogrammierbare Steuerungen (SPS).
- Musical Instrument Digital Interface (MIDI) zur Vermeidung von Brummschleifen

## Alternativen
Als Alternative gibt es Isolationsverstärker und digitale Koppler, die mit induktiver oder kapazitiver Übertragung arbeiten und damit eine galvanische Trennung erreichen. Diese Übertragungsverfahren können im Gegensatz zu Optokopplern keine Gleichpegel direkt übertragen, daher ist eine zusätzliche Modulation des zu übertragenden analogen Signals im Isolationsverstärker notwendig. Induktive Koppler übertragen mit den Signalen elektrisch induzierte Energie auf die andere Seite.
Als Alternative zur potentialgetrennten Übertragung von Wechselspannungen und Impulsen können Übertrager dienen.